# Viborgmotorvejen
Viborgmotorvejen (Nederlands: Viborgautosnelweg) is een geplande autosnelweg in Denemarken, tussen Aarhus en Viborg. De autosnelweg moet de huidige weg tussen beide steden, die dwars door dorpen loopt, ontlasten. De Viborgmotorvejen zal onderdeel zijn van de Primærrute 26. Deze weg loopt van Aarhus aan de oostkust van Midden-Jutland, via Viborg naar Thisted en Hanstholm in het noordwestelijke puntje van Jutland. 
De oorspronkelijke verwachting was dat in 2013 of 2014 begonnen kon worden met de aanleg van de autosnelweg. De weg zou dan in 2018 of 2019 voltooid worden. De start van de bouw werd echter uitgesteld. Wel werd het verlengde van de weg, ten oosten van de E45 Østjyske Motorvej tot de Aarhus' Ringweg 2, rond 2023 verbreed tot 2x2 banen.

## Niet uitgevoerde snelweg
In januari 2012 bracht het Vejdirektoratet twee milieueffectrapportages uit, waarin verschillende trajectdelen werden onderzocht. Voor het deel aan de zuidkant van Viborg, tussen Ravnstrup en Rødkærsbro werden twee varianten onderzocht. Voor het traject tussen Søbyvad (Hammel) en de E45 bij Aarhus werden drie varianten onderzocht.
Op het traject Søbyvad-Aarhus werd in 2014 gekozen voor de zuidelijke variant en besloten om de snelweg aan te leggen. De kosten werden geraamd op 2.714 miljoen Deense kronen (DKK). De rijksoverheid stelde echter nooit het benodigde budget beschikbaar, en dus ging er geen schop de grond in. Vejdirektoraat reserveerde wel de gronden die nodig waren voor aanleg van de weg.

## Autoweg in voorbereiding
De gemeente Favrskov, waarin de hoofdweg 26 tussen Søbyvad en Lading ligt, wilde de impasse doorbreken en de verkeersproblemen aanpakken. Ze stelde in 2020 een goedkopere variant voor: Aanleg over de volle lengte als autoweg en bijna twee kilometer korter, door bij Svenstrup over te gaan op de bestaande hoofdweg. Deze variant werd de basis voor het project in het Infrastructuurplan 2035, waarvoor een bedrag van 1390 miljoen DKK werd gereserveerd.
Tussen 2022 en 2024 is de milieueffectrapportage uit 2012 geactualiseerd. De volgende fase is het voorlopige ontwerp van de weg. Rond 2029/2023 zal een nieuwe beoordeling van het project plaatsvinden, om eventuele veranderingen in wetgeving of eisen mee te nemen. Vanaf 2031 komt het geld beschikbaar om daadwerkelijk met de bouw van de autoweg te beginnen.